# 2MASS J02281101+2537380
2MASS J02281101+2537380 ist ein Brauner Zwerg im Sternbild Widder. Er wurde 2003 von John C. Wilson et al. entdeckt. Er gehört der Spektralklasse L0 an. Seine Position verschiebt sich aufgrund seiner Eigenbewegung jährlich um 0,26 Bogensekunden.